# Magnolia (песня)
«Magnolia» — песня американского рэпера Playboi Carti. Она была выпущена 14 апреля 2017 года как третий сингл с его дебютного микстейпа Playboi Carti. Песня спродюсирована Pi'erre Bourne. Название трека отсылает к Magnolia Projects в Новом Орлеане. В начале используется сэмпл The Jamie Foxx Show, который стал продюсерским тегом Pi’erre Bourne.

## Музыкальное видео
Музыкальное видео было выпущено 8 июля 2017 года, оно было спродюсировано Hidji Films и содержит гостевые участия от Pi’erre Bourne, ASAP Rocky, ASAP Mob, m14thew, harve, Slim Jxmmi, x.mofe, Southside, A Boogie wit da Hoodie, Don Q, Nav, Casanova, Smooky Margielaa, Juelz Santana и других. Клип был снят в Нью-Йорке.

## Ремиксы

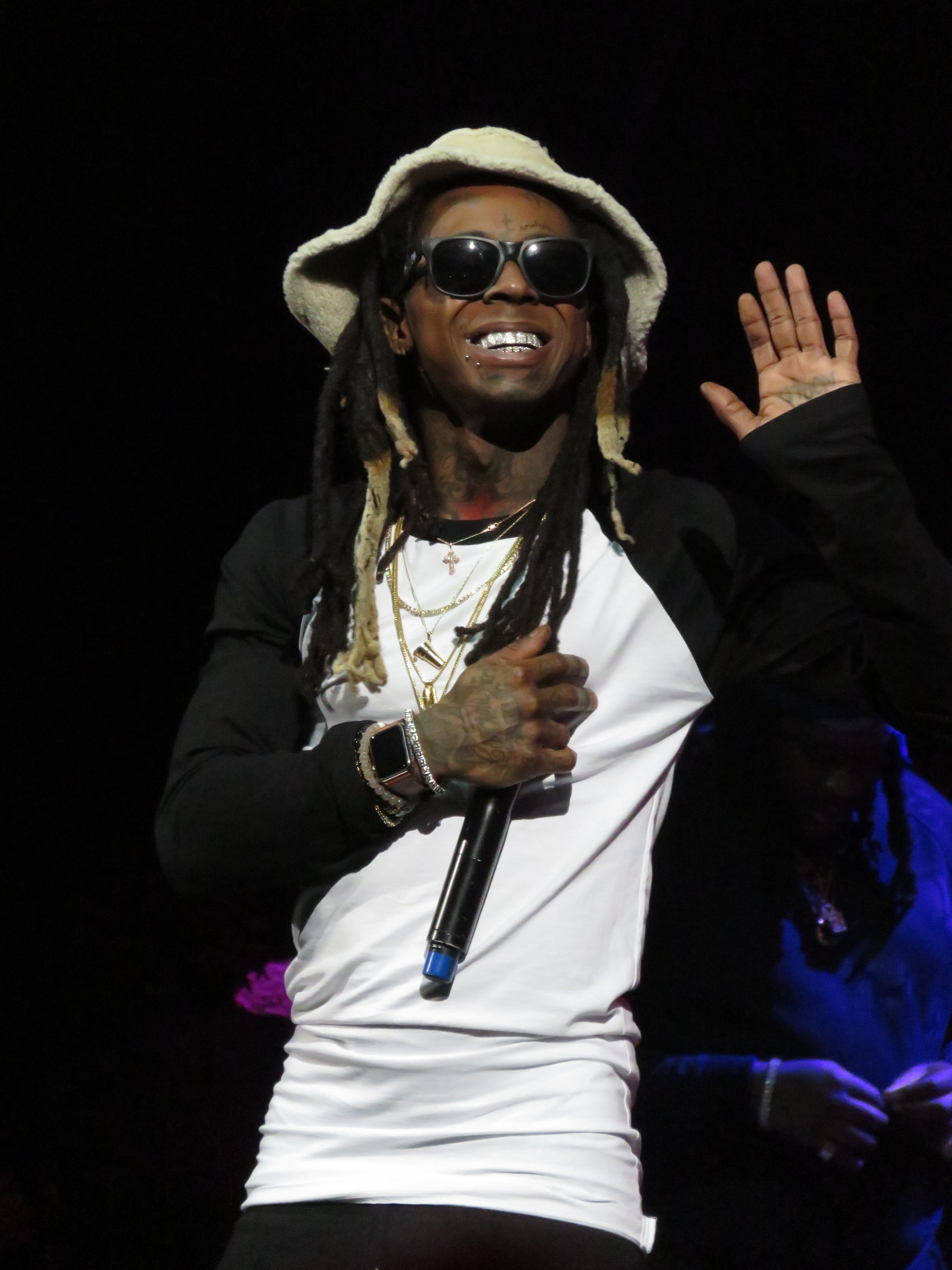
Лил Уэйн, выпустивший ремикс на песню

Несколько рэперов выпустили ремиксы на песню из-за её популярности. Наиболее известным стал фристайл Лила Уэйна, выпущенный 5 июля 2017 года.
Канадский рэпер Tory Lanez сделал ремикс на песню, и продюсер Pi’erre Bourne раскритиковал её за использование инструментала без разрешения.

## Чарты

### Недельные чарты
| Чарт (2017)                           | Высшая позиция |
| ------------------------------------- | -------------- |
| Канада (Billboard Canadian Hot 100)   | 51             |
| США (Billboard Hot 100)               | 29             |
| США (Billboard Hot R&B/Hip-Hop Songs) | 11             |
| США (Billboard Hot Rap Songs)         | 7              |
| США (Billboard Rhythmic)              | 20             |

### Чарты в конце года
| Чарт (2017)                       | Позиция |
| --------------------------------- | ------- |
| Billboard Hot 100                 | 79      |
| Hot R&B/Hip-Hop Songs (Billboard) | 42      |

## Сертификации
| Регион                                                                      | Сертификация  | Продажи   |
| --------------------------------------------------------------------------- | ------------- | --------- |
| Канада (Music Canada)                                                       | 2× Платиновый | 160 000   |
| Португалия (AFP)                                                            | Золотой       | 5000      |
| Великобритания (BPI)                                                        | Серебряный    | 200 000   |
| США (RIAA)                                                                  | 3× Платиновый | 3 000 000 |
| Данные о продажах + прослушиваниях приведены только на основе сертификации. |               |           |

## История выпуска
| Страна | Дата         | Формат(ы)             | Лейблы          | Примечания |
| ------ | ------------ | --------------------- | --------------- | ---------- |
| США    | 13 июня 2017 | Rhythmic contemporary | AWGE Interscope | [ 1 ]      |